# Ferenc Hatlaczky
Ferenc Hatlaczky (ur. 17 stycznia 1934 w Vecsés, zm. 8 września 1986 w Budapeszcie) – węgierski kajakarz, srebrny medalista olimpijski z Melbourne.
Zawody w 1956 były jego jedynymi igrzyskami olimpijskimi. Był drugi na dystansie 10 000 metrów. Na mistrzostwach świata w 1954 zdobył trzy medale w K-1: złoto na dystansie 10 000 metrów, brąz na dystansie 1000 metrów oraz srebro w sztafecie kajakowej. W 1958 wywalczył dwa srebrne medale: w sztafecie i na dystansie 1000 metrów. W 1959 był mistrzem Europy na dystansie 10 000 metrów. 